# Sankt Goar
Sankt Goar è una città di 2 790 abitanti della Renania-Palatinato, in Germania.
Appartiene al circondario (Landkreis) Rhein-Hunsrück-Kreis (targa SIM) ed è parte della comunità amministrativa (Verbandsgemeinde) di Hunsrück-Mittelrhein. Copre un'area di 22,93 km².
La città è divisa in 4 aree urbane.

## Etimologia
Il nome proviene da San Goar, un monaco originario dell'Aquitania, che nel VI secolo si stabilì nel luogo ove oggi sorge il comune e vi fondò una chiesa. Morì nel 575 in odore di santità e la venerazione della sua memoria portò alla costruzione di una nuova chiesa, collegata alla vicina abbazia di Prüm, e conseguentemente alla nascita, grazie ai numerosi pellegrini che accorrevano alla sua tomba, del comune di Sankt Goar. La sua vita venne narrata nel IX secolo da un monaco della stessa abbazia, Vandalberto di Prüm.